# Епархия Калибо

Провинция Аклан (выделено красным)

Епархия Калибо (лат. Dioecesis Kalibensis) — епархия Римско-Католической церкви с центром в городе Калибо, Филиппины. Епархия Калибо распространяет свою юрисдикцию на провинцию Аклан. Епархия Калибо входит в митрополию Каписа. Кафедральным собором епархии Калибо является церковь святого Иоанна Крестителя.

## История
17 января 1976 года Римский папа Павел VI издал буллу Animarum utilitas, которой учредил епархию Калибо, выделив её из епархии Каписа (сегодня — Архиепархия Каписа).

## Ординарии епархии
- епископ Juan Nicolasora Nilmar (3.06.1976 — 21.11.1992)
- епископ Gabriel Villaruz Reyes (21.11.1992 — 7.12.2002), назначен епископом Антиполо
- епископ Jose Romeo Orquejo Lazo (15.11.2003 — 21.07.2009), назначен епископом Сан-Хосе-де-Антике
- епископ Jose Corazon Tumbagahan Tala-oc (с 25 мая 2011 года)

## Источник
- Annuario Pontificio, Ватикан, 2007
- Булла Ex supremi apostolatus, AAS 43 (1951), стр. 264  (лат.)
- Булла Animarum utilitas, AAS 68 (1976), стр. 166  (лат.)